# Szymon Godziek
Szymon „Szaman” Godziek (ur. 21 grudnia 1991 w Suszcu) – polski rowerzysta w dyscyplinie MTB freestyle.
Szymon Godziek jest znany między innymi z tego, że jako pierwszy wykonał ekstremalny trick o nazwie „tsunami flip” podczas zawodów. Przyczyniło się do tego, że wygrał zawody Red Bull District Ride 2014 w kategorii Best Trick. Wygrał także zawody Wombat Dirt Jumping Cup 2015, które odbyły się w Warszawie.
Jego brat – Dawid Godziek – również jest kolarzem.

## Osiągnięcia
| Zawody                             | Kategoria  | Wynik               | Źr.                   |
| ---------------------------------- | ---------- | ------------------- | --------------------- |
| Red Bull Bergline Winterberg 2013  | Best Trick | 1. miejsce          | [ 3 ]                 |
| MTB Slopestyle - Nine Knights 2013 | brak       | „Ruler of the week” | [ potrzebny przypis ] |
| Red Bull District Ride 2014        | Best Trick | 1. miejsce          | [ 4 ]                 |
| Red Bull Rampage 2014              | brak       | 11. miejsce         | [ 5 ]                 |
| FMB World Tour 2014                | Best Rider | 5. miejsce          | [ 6 ]                 |
| Wombat Dirt Jumping Cup 2015       | Best Rider | 1. miejsce          | [ 7 ]                 |
| FISE World Montpellier 2015        | Slopestyle | 3. miejsce          | [ 7 ]                 |
| White Style Leogang 2016           | brak       | 1. miejsce          | [ 8 ]                 |
| FMB World Tour 2016                | Best Rider | 10. miejsce         | [ 9 ]                 |
| Cranworx Innsbruck 2017            | brak       | 4. miejsce          | [ 10 ]                |
| Cranworx Les Gets 2017             | brak       | 3. miejsce          | [ 11 ]                |
| Cranworx Whistler 2017             | brak       | 7. miejsce          | [ 12 ]                |
| FMB World Tour 2017                | Best Rider | 3. miejsce          | [ 9 ]                 |
| Tour de Pologne 2017               | brak       | brak                | [ 13 ]                |
| Red Bull Rampage 2018              | brak       | 8. miejsce          | [ 14 ]                |
| FMB World Tour 2018                | Best Rider | 11. miejsce         | [ 9 ]                 |
| Red Bull Rampage 2019              | brak       | 6. miejsce          | [ 15 ]                |
| Red Bull Rampage 2022              | brak       | 2. miejsce          | [ 16 ]                |
| Red Bull Rampage 2024              | brak       | 2. Miejsce          | [ 17 ]                |